# Amaseno
Amaseno é uma comuna italiana da região do Lácio, província de Frosinone, com cerca de 4.223 habitantes. Estende-se por uma área de 77 km², tendo uma densidade populacional de 55 hab/km². Faz fronteira com Castro dei Volsci, Monte San Biagio (LT), Prossedi (LT), Roccasecca dei Volsci (LT), Sonnino (LT), Vallecorsa, Villa Santo Stefano.

## Demografia
| Variação demográfica do município entre 1861 e 2011                               |
|                                                                                   |
| Fonte: Istituto Nazionale di Statistica (ISTAT) - Elaboração gráfica da Wikipedia |